# أصل سلالة راشتراكوتا
كان أصل سلالة راشتراكوتا موضوعًا مثيرًا للجدل حيث سبق أن طرحه المؤرخين على مدار العقود الماضية. تدور الآراء المختلفة في الغالب حول قضايا مثل موطن الأجداد لسلالة راشتراكوتا في العصور الوسطى، وحدوث هجرة جنوبية محتملة خلال الفترة المبكرة من الألفية الأولى والعلاقة بين سلالات راشتراكوتا المتعددة التي حكمت ممالك صغيرة في شمال ووسط الهند وهضبة الدَّكَن من القرن السادس حتى القرن السابع. بالإضافة إلى ذلك، تمت مناقشة علاقة سلالة راشتراكوتا التي تعود للقرون الوسطى بأهم وأشهر سلالة، راشتراكوتا من مانياكيتا في الفترة الممتدة بين القرن الثامن والقرن العاشر. كما طُرحت فكرة جدلية أيضًا وهي ما إذا كانت سلالة راشتراكوتا من مانياكيتا مرتبطة بأسلافهم للمجتمعات الكنادية، أو المراثيونية، أو الراجبوتية، أو الريدية، أو البنجابية في هضبة الدَّكَن وشمال الهند.
في حين أن تاريخ راشتراكوتا المبكر تسبب بالكثير من الجدل، فإن تاريخ راشتراكوتا في مانياكيتا (حاليًا كلبركة) في القرنين الثامن والعاشر يمكن كتابته بدقة وذلك بسبب كثرة النقوش والنصوص المعاصرة التي تشير إليهم. امتد جوهر إمبراطورية مانياكيتا من نهر كافيري في الجنوب إلى نارمادا في الشمال. في أوج قوتهم كانت الإمبراطورية الهندية الجنوبية الوحيدة التي غزت مناطق في أقصى شمال الهند (قنوج) وكذلك أقصى الجنوب (تاميلاكام). كان فرع لاتا للإمبراطورية (حاليًا غوجارات) سلالة مهمة تنتمي إلى خط عائلة مانياكيتا الذي اندمج لاحقًا مع مملكة مانياكيتا خلال القرن التاسع.

## البحث